# Bundesverband Hochschulkommunikation
Der Bundesverband Hochschulkommunikation (BV_HKOM) ist ein Interessenverband für Kommunikationsverantwortliche und Marketing-Fachleute an Hochschulen und Wissenschaftseinrichtungen in Deutschland, Österreich und der Schweiz in der Rechtsform eines eingetragenen Vereins. Er hat seinen Sitz in Berlin und vertritt rund 1550 Mitglieder.

## Profil und Selbstverständnis
Zentrale Anliegen des Vereins sind die strategische Entwicklung des Berufsbildes „Hochschulkommunikatorin bzw. des Hochschulkommunikators“, Erfahrungsaustausch, Nachwuchsförderung sowie die Qualitätssicherung in allen Feldern der Wissenschafts- und Hochschulkommunikation.
Aus dem BV_HKOM hervorgegangen ist im Jahr 1995 der Informationsdienst Wissenschaft (idw) sowie im Jahr 2013 der Siggener Kreis. Gemeinsam mit Wissenschaft im Dialog und mit Unterstützung der Hochschulrektorenkonferenz (HRK), der Deutschen Forschungsgemeinschaft sowie gefördert durch die Volkswagen-Stiftung hat der BV_HKOM den Scicomm-Support entwickelt und am 20. Juli 2023 gelauncht. Der Scicomm-Support unterstützt und berät kommunizierende Wissenschaftlerinnen und Wissenschaftler sowie Wissenschaftskommunikatorinnen und Wissenschaftskommunikatoren bei Angriffen und unsachlichen Konflikten in der Wissenschaftskommunikation.
Vertreten durch seinen Vorstand ist der Verband an Anhörungen des Deutschen Bundestages beteiligt und an weiteren politischen Entscheidungsgremien zur Hochschul- und Wissenschaftskommunikation und an gemeinsamen Projekten mit Einrichtungen wie z. B. der HRK, dem Bundesministerium für Bildung und Forschung (BMBF) oder dem Wissenschaftsrat (WR) beteiligt. Darüber hinaus engagieren sie sich in Fachbeiräten wie z. B. dem des Science Media Centers (SMC) Deutschland und der Plattform wissenschaftskommunikation.de sowie in verschiedenen weiteren Gremien und Jurys zur Weiterentwicklung der Hochschul- und Wissenschaftskommunikation in Deutschland.

## Geschichte
Der Verband wurde 1969 als Arbeitsgemeinschaft der Hochschulpressestellen in Deutschland gegründet. Seitdem treffen sich die Mitglieder zu einer Jahrestagung, die an jährlich wechselnden Universitätsstandorten ausgetragen wird. 2010 wurden die bestehenden Strukturen in den Bundesverband Hochschulkommunikation e.V. überführt.

### Initiative Qualität von Hochschulkommunikation (IQ_HKOM)
- 1998: gründete sich innerhalb des BV_HKOM der „Arbeitskreis (AK) zur Evaluation von Hochschul-PR“ im Zuge der Tagung der Hochschulpressestellen (später: Jahrestagung des BV_HKOM) in Potsdam. Im AK engagieren sich Mitglieder des BV_HKOM, um Impulspapiere und Handreichungen zur Weiterentwicklung des Berufsprofiles und zur Qualitätssteigerung zu verschiedenen Schwerpunktthemen der Hochschulkommunikation zu entwickeln.
- 2005: Umbau des AK zur „Initiative Qualität von Hochschulkommunikation“ (IQ_HKOM), um Projekte zum Aufbau bzw. zur Weiterentwicklung von Instrumenten in der Hochschulkommunikation zu erarbeiten und die Professionalisierung voranzutreiben.
- 2011: Weiterentwicklung zu Arbeitsgruppen mit unterschiedlichen Themen und Ansätzen unter dem Dach der IQ_HKOM.
- 2022: Schärfung des Profils der IQ_HKOM in ihrem Selbstverständnis als Dienstleister für die Mitglieder des BV_HKOM zur Bearbeitung drängender Themen und für Impulse zur Professionalisierung der Hochschul-Kommunikation.

In der Reihe „Publikationen zur Hochschul-PR“ erschienene Handreichungen:
- Handbuch Notfall- und Krisenmanagement
- Leitfaden Kommunikationscontrolling
- Social-Media-Guidelines
- Transparent in der Hochschulkommunikation
- Tipps und Tricks für den Umgang mit dezentralen Social-Media-Accounts
- Informationspapier zum Einsatz von Intranet-Systemen

## Preise
Der Verein verleiht seit 2019 den sogenannten „Volo-Preis“ für eine vorbildliche Volontariats-Ausbildung und zeichnet seit 2020 gemeinsam mit der ZEIT-Verlagsgruppe herausragende digitale Kommunikationsprojekte mit dem „Digital-Award“ aus.

## Struktur
Die Mitglieder des Verbands kommen aus zentralen und dezentralen Kommunikations- und Marketingabteilungen von Universitäten, Hochschulen für Angewandte Wissenschaften, Kunst-, Musik- und Sporthochschulen, Dualen und Privaten Hochschulen, sowie aus außeruniversitären Forschungseinrichtungen.
Geografisch gliedert sich der Verband in Landesgruppen. Daneben existieren verschiedene Arbeitskreise der Hochschultypen und Projektgruppen zu Themen wie „Krisenkommunikation“, „Interne Kommunikation“, „Social Media“ oder „Studierendenmarketing“.
Der Bundesverband Hochschulkommunikation ist Gründungsmitglied und Partner der EUPRIO, der European Association of Communication Professionals in Higher Education, die Hochschulen in der EU und darüber hinaus umfasst.

### Vorstand
Zum Vorstand des BV_HKOM gehören aktuell acht gewählte Mitglieder sowie acht assoziierte Mitglieder. Vorsitzende BV_HKOM ist nach der Vorstandswahl vom 11. September 2023 Katja Barbara Bär, Chief Communication Officer der Friedrich-Schiller-Universität Jena. Stellvertretende Vorsitzende sind Matthias Fejes, Pressesprecher und Leiter des Sachgebiets Media Relations an der Technischen Universität Dresden, Ralf Garten, Pressesprecher und Leiter des Geschäftsbereichs Kommunikation an der Hochschule Osnabrück sowie Blandina Mangelkramer, Leiterin der Zentralen Kommunikation an der Friedrich-Alexander-Universität Erlangen-Nürnberg (FAU). Des Weiteren sind Claudia Assmann, Leiterin der Stabsstelle Presse/Kommunikation und Pressesprecherin der Universität der Künste Berlin, Katrin Müller, Leiterin der Hochschulkommunikation an der Zürcher Hochschule der Künste, Kira Oster, Social-Media-Redakteurin im Team Kommunikation und Marketing der Universität Hamburg, und Vivian Upmann, Pressesprecherin und Leiterin des Referats Kommunikation der Universität zu Lübeck, Teil des Vorstandes.